# Cyclingteam de Rijke-Shanks/Saison 2012
Dieser Artikel listet Erfolge und Fahrer des Radsportteams Cyclingteam de Rijke-Shanks in der Saison 2012 auf.

## Erfolge in der UCI Europe Tour
Bei den Rennen der UCI Europe Tour im Jahr 2012 gelangen dem Team nachstehende Erfolge.
| Datum    | Rennen                      | Kat. | Sieger         |
| -------- | --------------------------- | ---- | -------------- |
| 21. März | 4. Etappe Tour de Normandie | 2.2  | Yoeri Havik    |
| 24. März | 7. Etappe Tour de Normandie | 2.2  | Dion Beukeboom |

## Platzierungen in UCI-Ranglisten
| UCI Continental Circuit | Platz |
| ----------------------- | ----- |
| UCI Europe Tour 2012    | 43    |

## Erfolge in der Cyclocross Tour
Bei den Rennen der UCI-Cyclocross-Saison 2011/12 gelangen dem Team nachstehende Erfolge.
| Datum        | Rennen                                   | Fahrer              |
| ------------ | ---------------------------------------- | ------------------- |
| 28. Oktober  | TOI TOI Cup, Hlinsko                     | Christoph Pfingsten |
| 12. November | TOI TOI Cup, Louny                       | Christoph Pfingsten |
| 17. November | TOI TOI Cup, Holé Vrchy                  | Christoph Pfingsten |
| 4. Dezember  | Frankfurter Rad-Cross, Frankfurt am Main | Christoph Pfingsten |
| 8. Januar    | Deutsche Meisterschaft, Kleinmachnow     | Christoph Pfingsten |

## Abgänge – Zugänge
| Zugänge           | Team 2011                        | Abgänge            | Team 2012                         |
| ----------------- | -------------------------------- | ------------------ | --------------------------------- |
| Huub Duyn         | Donckers Koffie-Jelly Belly      | Kai Reus           | UnitedHealthcare Pro Cycling Team |
| Jeroen Boelen     | Van Hemert Groep-De Jonge Renner | Sander Oostlander  | Cyclingteam Jo Piels              |
| Mats Boeve        | Van Hemert Groep-De Jonge Renner | Rikke Dijkxhoorn   | Geofco-Ville d’Alger              |
| Roy Sentjens      | Dopingsperre                     | Jeff Vermeulen     | Metec Continental Cyclingteam     |
| Dion Beukeboom    | Neoprofi                         | Jack Vermeulen     | Parkhotel Valkenburg Cycling Team |
| Dylan Groenewegen | Neoprofi                         | Bas Krauwel        | Unbekannt                         |
| Sebastiaan Pot    | Neoprofi                         | Stefan Vreugdenhil | Unbekannt                         |

## Mannschaft
| Name                 | Geburtstag         | Nationalität |
| -------------------- | ------------------ | ------------ |
| Dion Beukeboom       | 2. Februar 1989    | Niederlande  |
| Jeroen Boelen        | 27. Januar 1978    | Niederlande  |
| Mats Boeve           | 24. März 1990      | Niederlande  |
| Niek Boom            | 4. Mai 1992        | Niederlande  |
| Remco te Brake       | 29. November 1988  | Niederlande  |
| Huub Duyn            | 1. September 1984  | Niederlande  |
| Ike Groen            | 31. Mai 1992       | Niederlande  |
| Dylan Groenewegen    | 21. Juni 1993      | Niederlande  |
| Yoeri Havik          | 19. Februar 1991   | Niederlande  |
| Sjoerd Kouwenhoven   | 3. November 1990   | Niederlande  |
| Rune van der Meijden | 23. März 1991      | Niederlande  |
| Rick Ottema          | 25. Juni 1992      | Niederlande  |
| Christoph Pfingsten  | 20. November 1987  | Deutschland  |
| Sebastiaan Pot       | 12. August 1993    | Niederlande  |
| Jesper Schipper      | 17. September 1992 | Niederlande  |
| Bob Schoonbroodt     | 12. Februar 1991   | Niederlande  |
| Roy Sentjens         | 15. Dezember 1980  | Belgien      |
| Bas Stamsnijder      | 29. November 1989  | Niederlande  |